# Литч, Донован (актёр)
До́нован Джеро́м Литч (англ. Donovan Jerome Leitch; род. 16 августа 1968, Лондон) — американский актёр британского происхождения.

## Биография
Родился в Англии в семье шотландского музыканта Донована и модели Энид Карл (урождённой Штульбергер), американки еврейского происхождения. У Литча есть сестра — актриса Айони Скай. Родители Донована развелись, когда ему было три года, и мать воспитывала его в Голливудских горах (Калифорния).
Донован играет в группе Camp Freddy, а также вместе с Джейсоном Несмитом, сыном участника The Monkees Майкла Несмита, является основателем нео-глэм коллектива Nancy Boy.
Был женат на модели Кирсти Хьюм, есть дочь Вайолет Джин Литч (род. 21.03.2004). Пара развелась в 2014 году.
14 апреля 2015 года актриса Либби Минтц родила Литчу сына Донована Эверса Литча.

## Фильмография
- 1984 — Брэйк-дэнс 2 / Breakin' 2: Electric Boogaloo …. Dancer
- 1984 — / «Alice» … Dono-D (1 эпизод)
- 1985 — / «It’s Your Move» … Julie’s boyfriend at dance (1 эпизод)
- 1986 — / The Education of Allison Tate … Martin Stubbs
- 1988 — И Бог создал женщину / And God Created Woman … Peter Moran
- 1988 — / The In Crowd … Del
- 1988 — Капля / The Blob … Paul Taylor
- 1989 — / Rock & Read (V) … The Chaueffeur
- 1989 — Прогуливая уроки / Cutting Class … Brian Woods
- 1989 — / «21 Jump Street» … Mike Pratt (1 эпизод)
- 1989 — Слава (воинская доблесть) / Glory … Capt. Charles Fessenden Morse
- 1990 — Жизнь продолжается / «Life Goes On» … Teddy (1 эпизод)
- 1991 — / «CBS Schoolbreak Special» … Charlie Tyler (1 эпизод)
- 1991 — / For the Very First Time (ТВ)
- 1992 — / Gas, Food Lodging … Darius
- 1992 — Чёрный конь / Dark Horse … J.B. Hadley
- 1993 — Джек-Медведь / Jack the Bear … Grad Student
- 1994 — / Cityscrapes: Los Angeles … Troy
- 1996 — / The Size of Watermelons … Patrick
- 1996 — / Bed, Bath and Beyond
- 1996 — Я застрелила Энди Уорхола / I Shot Andy Warhol … Джерард Маланга
- 1997 — / One Night Stand … Kevin
- 1997 — Псы большого города (Блюз большого города) / Big City Blues … Donovan
- 1998 — / Love Kills … Dominique
- 1999 — Шестидесятые / The '60s (ТВ) … Neal Reynolds
- 1999 — Черри / Cherry … Eddie
- 2000 — / Men Make Women Crazy Theory
- 2000 — Секс в большом городе / «Sex and the City» … Baird Johnson (1 эпизод)
- 2002 — / «The Job» … Barry / … (1 эпизод)
- 2002 — / «Girls Club» … Michael Harrod (9 эпизодов)
- 2003 — / «Birds of Prey» … Malcolm (1 эпизод)
- 2006 — Анатомия страсти / «Grey’s Anatomy» … Rick Friart (1 эпизод)

а также:
- 1993 — / The Last Party / продюсер, сценарист
- 2001 — / Last Party 2000 / продюсер, режиссёр